# Febre do ouro

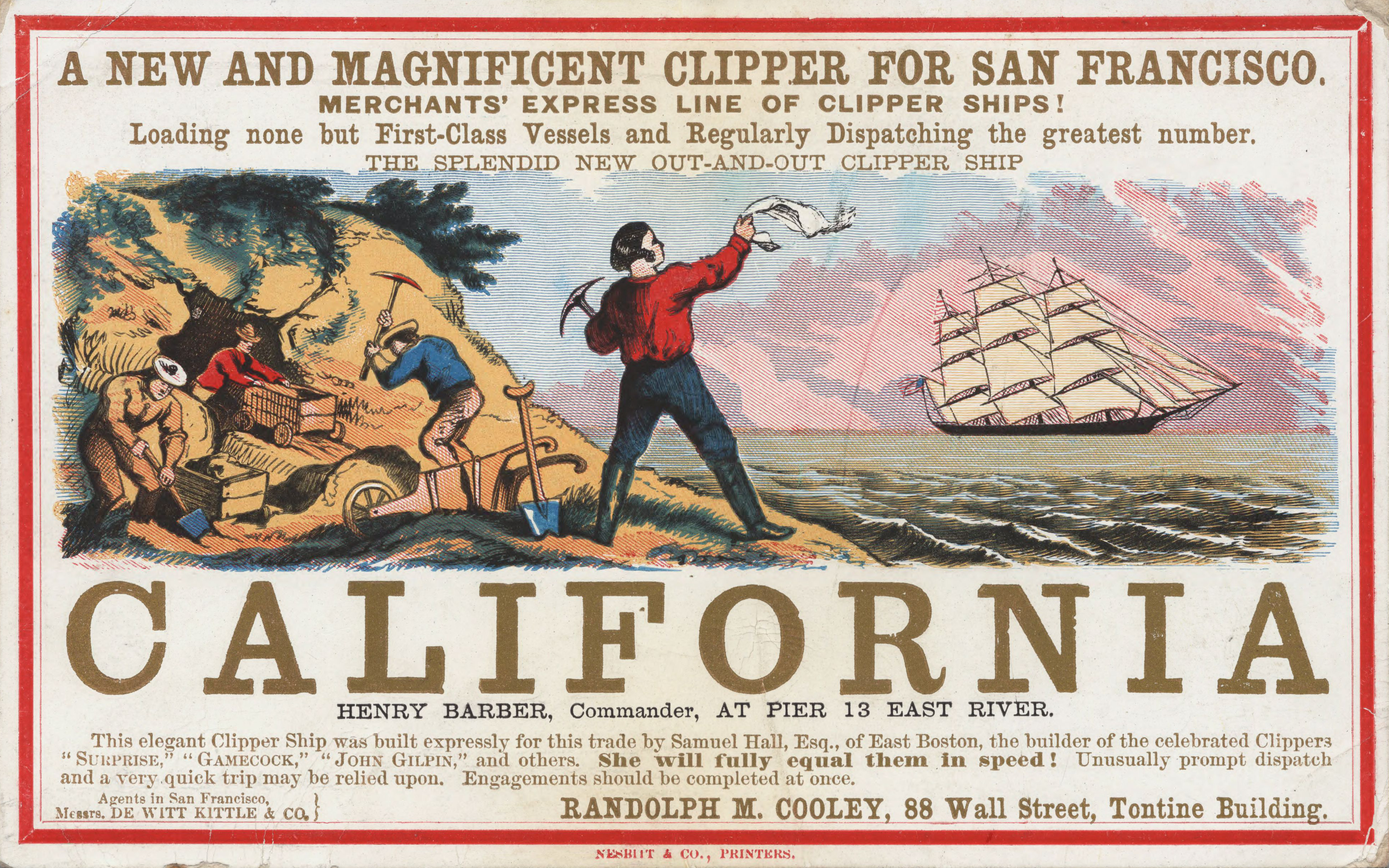
Os veleiros clipper mais rápidos reduziram o tempo de viagem de Nova Iorque a São Francisco de sete para quatro meses na corrida do ouro de 1849.

A corrida do ouro ou febre do ouro é uma descoberta de ouro — às vezes acompanhada de outros metais preciosos e minerais de terras-raras — que traz uma onda de mineiros em busca de fortuna. As principais corridas de ouro ocorreram no século XIX na Austrália, Nova Zelândia, Brasil, Chile, África do Sul, Estados Unidos e Canadá, enquanto corridas de ouro menores ocorreram em outros lugares.
No século XIX, a riqueza resultante foi amplamente distribuída devido aos custos reduzidos de migração e baixas barreiras à entrada. Embora a mineração de ouro em si não tenha se mostrado lucrativa para a maioria dos garimpeiros e proprietários de minas, algumas pessoas fizeram grandes fortunas, e comerciantes e instalações de transporte obtiveram grandes lucros. O aumento resultante na oferta mundial de ouro estimulou o comércio e o investimento global. Os historiadores escreveram extensivamente sobre a migração em massa, comércio, colonização e história ambiental associada à corrida do ouro.
As corridas do ouro eram tipicamente marcadas por um sentimento geral de dinamismo de uma mobilidade de renda "livre para todos", na qual qualquer indivíduo poderia se tornar abundantemente rico quase instantaneamente, conforme expresso no California Dream.
As corridas do ouro ajudaram a estimular ondas de imigração que muitas vezes levaram ao assentamento permanente de novas regiões. As atividades impulsionadas pela corrida do ouro definem aspectos significativos da cultura do Velho Oeste australiano e norte-americano. Em uma época em que a oferta de dinheiro do mundo era baseada em ouro, o ouro recém-extraído forneceu estímulo econômico muito além dos campos de ouro, alimentando milagres econômicos locais e mais amplos.
As corridas do ouro ocorreram já nos tempos do Império Romano, cuja mineração de ouro foi descrita por Diodoro Sículo e Plínio, o Velho, e provavelmente mais atrás no Antigo Egito.

## Mineração hoje
Existem cerca de dez a trinta milhões de mineradores de pequena escala em todo o mundo, de acordo com Communities and Small-Scale Mining (CASM). Aproximadamente 100 milhões de pessoas dependem direta ou indiretamente da mineração em pequena escala. Por exemplo, existem 800 mil a 1,5 milhões de garimpeiros na República Democrática do Congo, 350 mil a 650 mil na Serra Leoa e 150 mil a 250 mil no Gana, com mais milhões em toda a África.
Em um relatório exclusivo, a Reuters registrou o contrabando de bilhões de dólares em ouro para fora da África através dos Emirados Árabes Unidos no Oriente Médio, que atua ainda como uma porta de entrada para os mercados dos Estados Unidos, Europa e muito mais. A agência de notícias avaliou o valor e a magnitude do comércio ilegal de ouro que ocorre em nações africanas como Gana, Tanzânia e Zâmbia, comparando o total de importações de ouro registradas nos Emirados Árabes Unidos com as exportações afirmadas pelos estados africanos. De acordo com as empresas de mineração industrial da África, elas não exportaram qualquer quantidade de ouro para os Emirados Árabes Unidos – confirmando que as importações vêm de outras fontes ilegais. De acordo com dados alfandegários, os Emirados Árabes Unidos importaram ouro no valor de 15,1 bilhões de dólares da África em 2016, com um peso total de 446 toneladas, em graus variáveis de pureza. Grande parte das exportações não foi registrada nos estados africanos, o que significa que grande volume de importação de ouro foi realizado sem impostos pagos aos estados produtores.